# Songs from the Black Hole
Songs from the Black Hole ist ein Coveralbum der amerikanischen Metal-Band Prong. Es erschien im März 2015 bei Steamhammer/SPV.

## Entstehung
Das von Tommy Victor selbst produzierte Album wurde hauptsächlich mit Peter Funke in den Trixx Studios in Berlin aufgenommen und wurde dann von Chris Collier in den Mission:Black Studios in Santa Clarita, Kalifornien gemischt und gemastered. Auch wurden dort noch zusätzliche Gitarren eingespielt. Der Gesang wurde schließlich mit Collier in den Lynchbox Studios ebenfalls in Santa Clarita aufgezeichnet, wobei Bassist Jason Christopher den Hintergrundgesang von Give Me the Cure übernahm.
Das Cover-Artwork wurde von Mike Lopez erstellt. Tommy Victor sagte, es ginge bei dem Album darum, die musikalischen Wurzeln der Band zu entdecken, „the vast landscape that makes up the band’s sound“. Das Album solle „the theme of urban decay, desolation, insecurity and ultimate change“ visualisieren.

## Rezeption
Bei Metacritic erhielt das Album einen Durchschnittswert von 66 von 100, basierend auf vier Kritiken. Herausgeber Holger Stratmann bezeichnete das Album im Rock Hard als „eine recht kurzweilige Affäre“. Einige Songs seien Prong „wie auf den Leib geschnitten“ und deuteten „sogar längerfristiges Potenzial“ an, einzig Cortez the Killer von Neil Young wirke „wie ein Fremdkörper“.

## Titelliste
1. Doomsday (Discharge) – 2:44
2. Vision Thing  (The Sisters of Mercy) – 4:44
3. Goofy’s Concern (Butthole Surfers) – 2:44
4. Kids of the Black Hole (Adolescents) – 5:28
5. Bars (Black Flag) – 4:18
6. Seeing Red (Killing Joke) – 6:18
7. Don’t Want to Know If You Are Lonely (Hüsker Dü) – 3:32
8. Give Me the Cure (Fugazi) – 3:08
9. Banned in DC (Bad Brains) – 2:22
10. Cortez the Killer (Neil Young) – 6:52